# Grace Caroline Currey

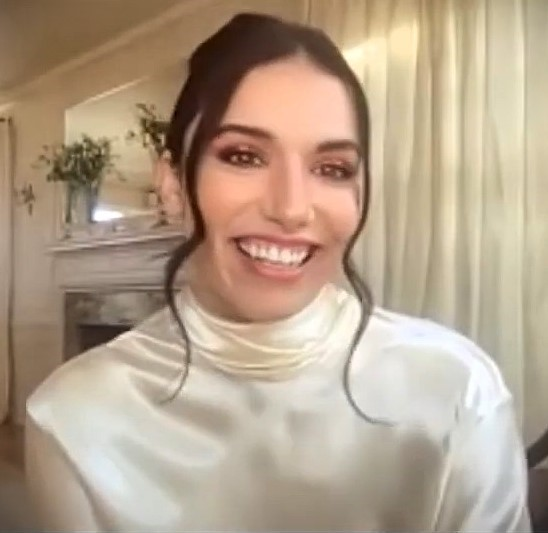
Grace Caroline Currey (2022)

Grace Caroline Currey (* 17. Juli 1996 als Grace Caroline Fulton) ist eine US-amerikanische Schauspielerin.

## Leben
Grace Fulton begann in jungen Jahren zunächst mit Ballett. Ihr älterer Bruder Soren Fulton (* 1991) war von 2000 bis 2014 als Schauspieler für Film und Fernsehen aktiv und unter anderem in Das Geheimnis der kleinen Farm zu sehen. Ihre Tante war die Schauspielerin Joan Shawlee. Kurse für Ballett bzw. Schauspiel besuchte sie an der Royal Ballet School (2011) und der Royal Academy of Dramatic Art (RADA, 2014) in London.
Ihr Filmdebüt gab sie im Alter von fünf Jahren. 2004 verkörperte sie in der Filmbiografie The Mystery of Natalie Wood von Peter Bogdanovich die Rolle der jungen Natalie Wood, während diese Rolle in höherem Alter von Elizabeth Rice und Justine Waddell gespielt wurde. Von 2005 bis 2007 hatte sie eine wiederkehrende Rolle in der Serie Ghost Whisperer – Stimmen aus dem Jenseits als jüngere Ausgabe der Protagonistin Melinda Gordon, dargestellt von Jennifer Love Hewitt.
2007 war sie im Kriegsdrama Badland von Francesco Lucente als Celina zu sehen. In der Serie Revenge spielte sie ab 2012 die junge Victoria Harper, im Horrorfilm Annabelle 2 (2017) von Regisseur David F. Sandberg verkörperte sie die Rolle der Carol. In der Comicverfilmung Shazam! (2019) sowie der Fortsetzung Shazam! Fury of the Gods (2023) übernahm sie die Rolle der Mary Bromfield. An der Seite von Virginia Gardner hatte sie 2022 im Survivalthriller Fall – Fear Reaches New Heights von Scott Mann eine Hauptrolle als deren Freundin Becky. 2023 wurde sie neben Michael C. Hall für das True-Crime-Biopic The Leader besetzt, das auf einem Massensuizid der religiösen Gruppe Heaven’s Gate von 1997 basiert.
In den deutschsprachigen Fassungen wurde sie unter anderem von Katharina Ritter (Bones – Die Knochenjägerin), Adak Azdasht (Ghost Whisperer – Stimmen aus dem Jenseits), Sophia Schaefer (Badland), Kristina Tietz (Annabelle 2), Anna Röser (Fall – Fear Reaches New Heights) sowie von Victoria Frenz (Shazam!) synchronisiert.
2022 heiratete sie ihren langjährigen Freund Branden John Currey.

## Filmografie (Auswahl)
- 2001: That’s Life – Banister Head (Fernsehserie)
- 2001: JAG – Im Auftrag der Ehre – Freunde (JAG, Fernsehserie)
- 2002: Home of the Brave (Fernsehfilm)
- 2004: The Mystery of Natalie Wood (Mini-Serie)
- 2004: Back When We Were Grownups (Fernsehfilm)
- 2005–2007: Ghost Whisperer – Stimmen aus dem Jenseits (Ghost Whisperer, Fernsehserie)
- 2006: Bones – Die Knochenjägerin – Das Mädchen und die Schönheit (Bones, Fernsehserie)
- 2007: Badland
- 2008: Our First Christmas (Fernsehfilm)
- 2012–2015: Revenge (Fernsehserie)
- 2014: Journey to Abaddon (Kurzfilm)
- 2016: Awkward – Mein sogenanntes Leben – Missgeschicke beim Babysitten (Awkward., Fernsehserie)
- 2017: Painted Horses
- 2017: Annabelle 2 (Annabelle 2: Creation)
- 2017: Elliott’s To Do List (Kurzfilm)
- 2019: Shazam!
- 2020: Vampire Dad
- 2020: Most Guys Are Losers
- 2021: Hart of the Wild Bunch (Kurzfilm)
- 2022: Fall – Fear Reaches New Heights (Fall)
- 2023: Shazam! Fury of the Gods
- 2025: A Breed Apart